# 升华

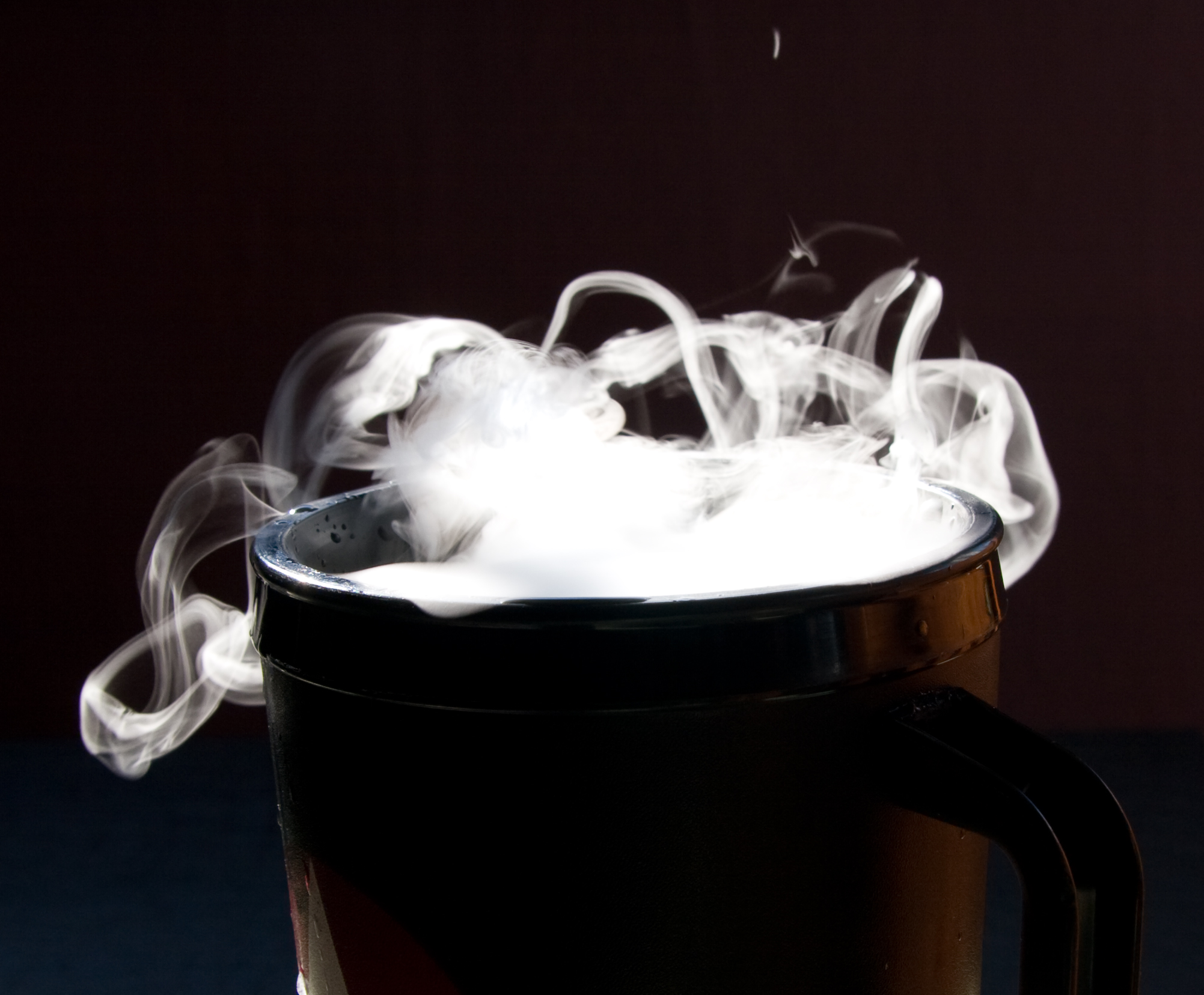
在杯子中升华的干冰会释放二氧化碳进入大气。

昇華（英語：Sublimation）是指一种物质从固态不经过液态直接转化为气态的过程，是物质的一种物态变化。与昇華相反的过程称做凝華，指物质从气态直接变成固态。這樣的例子有結霜。昇華是吸熱的反應，所需的焓是汽化熱和熔化热之和。

## 例子
砷在高溫可以昇華。鋅和鎘在低壓下可昇華。
白炽灯的钨丝在使用过程中逐渐变细，也是升华现象。
固體二氧化碳（乾冰）、萘、三聚氰胺、碘和無水三氯化鋁等都可以昇華。
若在标准状况下加熱固態的碘，碘會漸漸升華，產生紫色的煙。碘在常壓下的熔點是114°C，沸點是184°C，若將溫度控制在熔點和沸點之間，可以產生液態的碘。

## 條件
昇華通常在物質處於固態，且外界溫度低於其熔點（物質無法熔化而昇華）或高於其沸點（物質來不及熔化而昇華）時發生。